# Canadair CL-28
Die CL-28 ist ein Seeaufklärungs- und U-Boot-Jagdflugzeug des kanadischen Herstellers Canadair.

## Geschichte und Konstruktion
Canadair begann die Arbeit an der CL-28 im April 1954. Zu dieser Zeit war es das größte jemals in Kanada gebaute Flugzeug. Die CL-28 wurde von der Bristol Britannia abgeleitet, mit den gleichen Tragflächen, Leitwerk und Fahrwerk, jedoch „amerikanisiert“ – was bedeutet, dass zwar die gleiche Grundkonstruktion verwendet, jedoch die britischen Materialien und Normteile auf nordamerikanische Maße umgestellt wurden. Der Rumpf wurde komplett von Canadair umgestaltet, und zwar von der Druckkabine der Britannia zu einem nicht druckbelüfteten, mit Bombenschächten vor und hinter den Tragflächen versehenen neuen Rumpf mit verstärkter Struktur. Als Triebwerke wurden statt der Bristol Proteus Turboproptriebwerke Wright R-3350 Turbo-Compound-Motoren gewählt, da diese einen geringeren Kraftstoffverbrauch hatten, wodurch längere Patrouillenmissionen möglich waren. Die Argus Mk. I flog erstmals am 28. März 1957 von der Canadair Fabrik in Montreal aus. Es folgten 12 weitere Maschinen mit Mk. I Standard. Danach folgten 20 Exemplare der Argus Mk. II. Die Produktion endete im Juli 1960. Zu Beginn ihrer Laufbahn galt die CP-107 Argus, wie sie von der kanadischen Luftwaffe bezeichnet wurde, als bestes Flugzeug dieser Art.
Die Argus ersetzte bei der Royal Canadian Air Force die bis dahin eingesetzten Lancaster und Neptune in der Seeaufklärung und U-Bootbekämpfung.

## Varianten

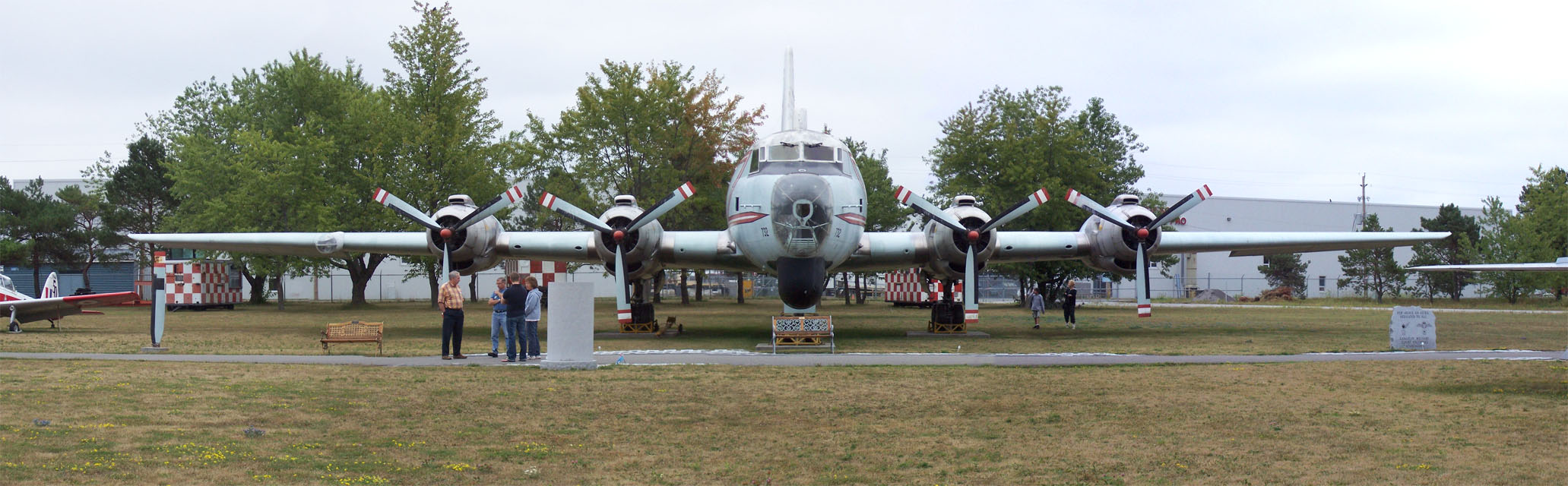
CP-107 im Luftwaffenmuseum in Trenton, Ontario

- Argus Mk 1: mit einem Amerikanischen APS-20 Radar im Kinnradom ausgestattet (13 gebaut)
- Argus Mk 2: mit dem britischen ASV-21 Radar im Kinnradom ausgestattet (20 gebaut)

## Militärische Nutzer
- Kanada

## Technische Daten

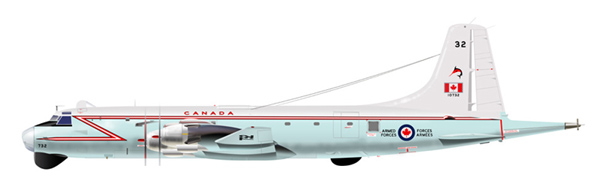
CP-107 Seitenansicht

| Kenngröße             | Daten                                                                       |
| --------------------- | --------------------------------------------------------------------------- |
| Besatzung             | 15                                                                          |
| Länge                 | 39,26 m                                                                     |
| Spannweite            | 43,37 m                                                                     |
| Höhe                  | 11,79 m                                                                     |
| Flügelfläche          | 192,77 m²                                                                   |
| Leermasse             | 36.741 kg                                                                   |
| max. Startmasse       | 71.214 kg                                                                   |
| Reisegeschwindigkeit  | 333 km/h                                                                    |
| Höchstgeschwindigkeit | 507 km/h                                                                    |
| Dienstgipfelhöhe      | 7620 m                                                                      |
| Reichweite            | 9495 km                                                                     |
| Triebwerke            | 4 × Wright R-3350 TC18EA1 Turbo-Compound-Motoren mit je 2.535 kW            |
| Waffenzuladung        | 3.600 kg Zuladung in den Waffenschächten und 1.725 kg an Außenlaststationen |